# Photinus van Lyon

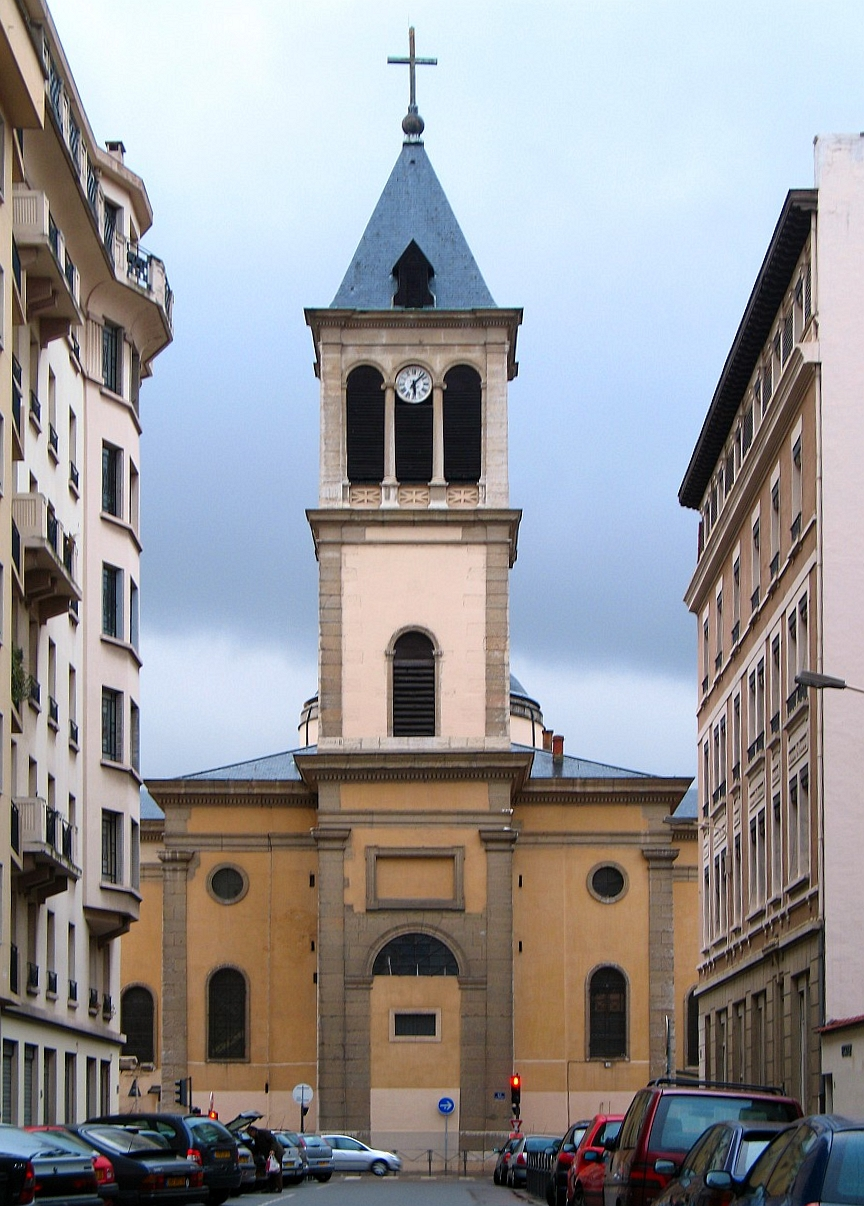
Kerk van de heilige Photinus in Lyon

Photinus van Lyon (ook bekend als Pothinus, in het Frans Saint Pothin, ca. 87-177 na Chr.) was een martelaar en de eerste bisschop van Lyon. Hij stierf op hoge leeftijd de marteldood samen met Alexander, Attalus, Espagathus, Maturus, en Sanctius tijdens de vervolgingen door Marcus Aurelius, en werd daarna heilig verklaard. Zijn gedenkdag valt op 2 juni.

## Leven
Photinus van Lyon is mogelijk geboren in Anatolië uit Grieks-christelijke ouders. Gedurende zijn leven stonden christenen bloot aan vervolgingen door het gehele Romeinse Rijk. Hij werd naar Lyon gestuurd om een kerk en kerkgemeenschap op te bouwen.
Photinus werd na zijn tachtigste of negentigste jaar gevangengenomen onder de christenvervolgingen (177/178) van Marcus Aurelius, samen met in ieder geval Attalus, de diaken Sanctus, de bekeerling Maturus en de slavin Blandina. De bekendste vermelding is een brief, toegeschreven aan Ireneüs van Lyon, waarin het verslag van hun martelaarschap staat. De brief, gestuurd vanuit de christengemeenschappen van Lyon en Vienne naar de Romeinse provincie Asia, meldt dat Photinus bisschop van Lyon was, negentig jaar oud was en hoe hij samen met zijn metgezellen door een menigte gegrepen werd.
Hij werd voor de magistraat gebracht en op de vraag van de landvoogd aan Photinus wie de koning der christenen was zou deze geantwoord hebben: "Gij zult hem kennen als gij zulks verdient" waarop de opstandige aanwezige menigte hem gedood zou hebben. De anderen zouden in het plaatselijke amfitheater door wilde dieren ter dood gebracht zijn. Deze martelaren werden later bekend als de Martelaren van Lyon.
Photinus wordt in de annalen herhaaldelijk genoemd. Zo komt zijn naam voor in de geschriften van Eusebius van Caesarea, rond 324. Ook wordt hij genoemd in het Martyrologium van Hiëronymus en het Martyrologium Romanum.

## Naam
Volgens sommige bronnen is de naam van deze heilige Photinus, in het Grieks Φωτεινός, uitgesproken als Foteinos. De naam zou dan te maken hebben met Φως, foos, welk Griekse woord 'licht' betekent. In de francofone wereld is Photinus van Lyon echter bekend als Pothin, een naam die in het Grieks niet lijkt op Photin en niet van Φως kan zijn afgeleid. In het Kerklatijn is de transcriptie van de naam Φωτεινός echter Photinus, hetgeen de Franse afleiding Pohtin, ook wel Photin, afdoende verklaart.
Photinus van Lyon dient niet verward te worden met Photinus van Sirmium, die faam verwierf vanwege zijn typering van Jezus als mens van vlees en bloed en zo naam gaf aan het zogenaamde photianisme.

## Sporen
De kerk van de heilige Photinus bevond zich in Lyon. Zijn overblijfselen werden bewaard in de kerk Saint-Nizier in Lyon. Een groot deel van de resten is echter vernietigd gedurende de religieuze oorlogen in de 16e eeuw en, vooral, tijdens de Franse Revolutie. Het amfitheater waar de martelaren leden, kan nog worden bezichtigd in Lyon. De basiliek van Saint Martin d'Ainay zou over hun voormalige gevangenis heen zijn gebouwd.